# 善福寺 (杉並区)
善福寺（ぜんぷくじ）は、東京都杉並区の町名。現行行政地名は善福寺一丁目から四丁目。住居表示実施済み区域である。

## 地理
杉並区の最北西部に位置する。町域の北部から西部にかけては弧を描くように練馬区関町南に接している。西部は一部練馬区立野町にも接する。南西部は武蔵野市吉祥寺東町に接する。北東部から東部一帯にかけては青梅街道に接し、これを境に北東部は杉並区上井草に、東部は杉並区今川に、南東部は杉並区桃井に接する。南東端は杉並区上荻にも接する。南部は女子大通りを境に杉並区西荻北に接する。主に住宅地として利用される。町域中央付近の二丁目と三丁目には、善福寺公園が作られている。善福寺池を中心に、緑も多く憩いの場として知られている。また、この善福寺池を水源に善福寺川も流れ、町域内も流れている。また東部の青梅街道沿いには、井草八幡宮がある。また南西部の二丁目の武蔵野市との境界付近に東京女子大学があり、学生の姿も見かけられる。

### 地価
住宅地の地価は、2025年（令和7年）1月1日の公示地価によれば、善福寺1-25-16の地点で55万8000円/m2、善福寺3-14-14の地点で56万9000円/m2となっている。

## 歴史

### 地名の由来
地名の由来となっているとされる元の善福寺は善福寺池のほとりにあったが、江戸時代に災害により壊滅しそのまま廃寺になったため現存しない。この廃寺は史料に乏しく東京・麻布にある麻布山善福寺の奥の院であるという説と、麻布山善福寺とは無関係な寺院であるという説があり、その実態はよく分かっていない。
なお、現在、町域内には善福寺という寺院も存在するが、これは福寿庵という寺院が後年地名をとって改名したものである。

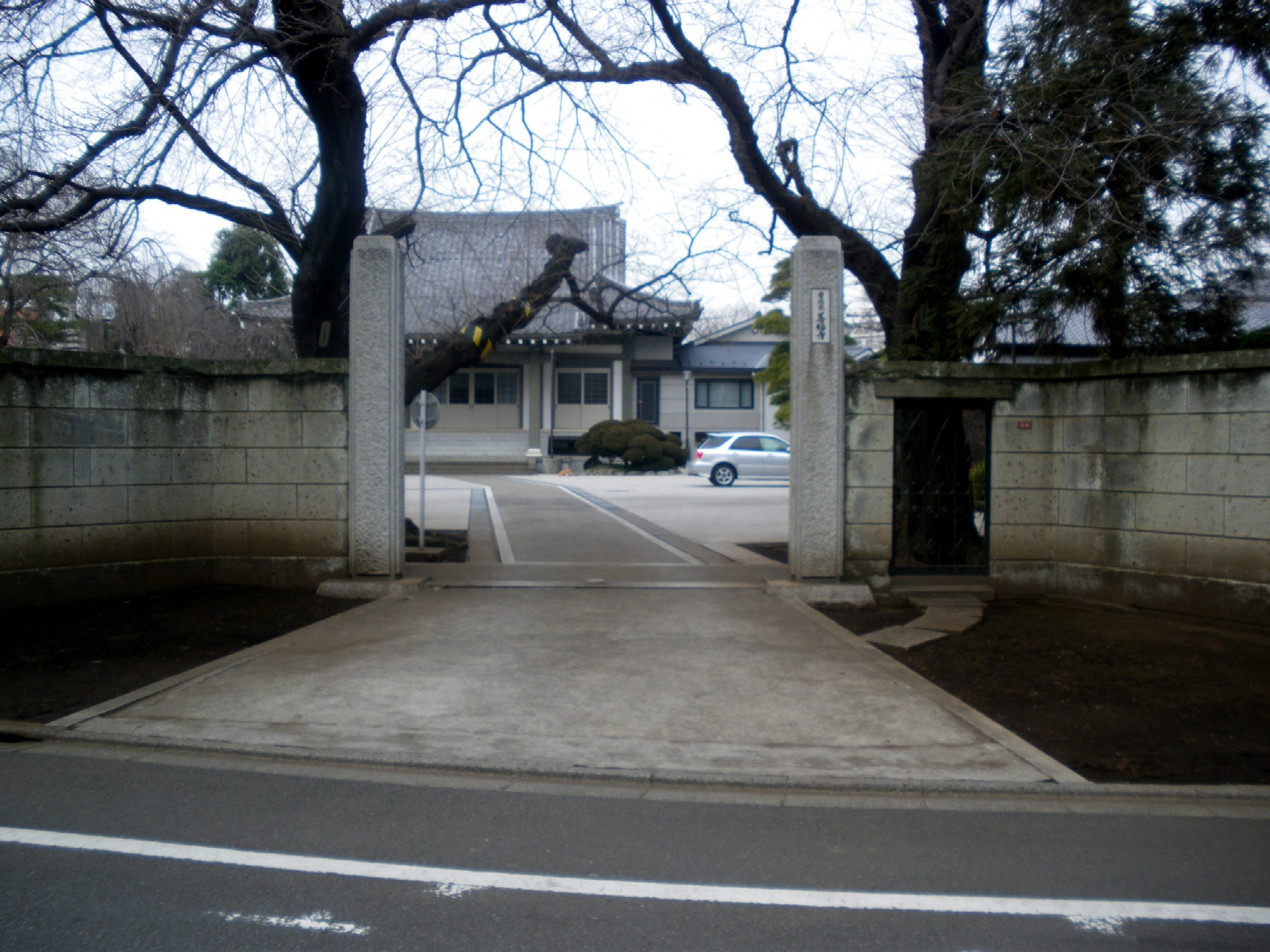
現在の『善福寺』

### 井荻土地区画整理事業
善福寺を含む旧井荻村は、地元の篤農家出身の内田秀五郎村長（1876-1975）のリーダーシップのもと1925年（大正14年）から1935年（昭和10年）まで10年の歳月をかけて総面積8.4平方キロメートルの区画整理事業を完成した。それまで満足に整備された道路がないため悪天候の際には通行に支障を来す程であったが、完成後は各街区を約2,000坪とする碁盤目状の整然とした町並みが形成された。これによって現在の閑静な住宅地域としての善福寺が誕生したといえる。

### 井荻町営水道
区画整理と共に進められたものとして水道事業がある。井荻町が1930年（昭和5年）から工事を開始し1932年（昭和7年）に杉並区として東京35区に編入された時に東京市水道局に移管された。善福寺池南畔の丘の上に設けられたこの施設は現在でも不定期で使用されており、杉並浄水所として東京都区部で唯一地下水を利用した浄水場として知られる。善福寺、西荻北の一部に給水している。

### 善福寺風致地区
1930年5月に洗足、石神井、江戸川と共に風致地区に指定され、善福寺風致協会が設立された。ここでも内田秀五郎は私財を投じて風致地区の整備に尽力した。当初、隣接する板橋区石神井関町（現：練馬区関町南）に跨がる60.4haにも及ぶ広範囲だった指定区域は1963年の大規模な見直しによって29.2haに半減した。また、都市化や地価高騰に伴って、風致地区内に多く見られた大邸宅は近年著しく減少し、ミニ開発が目立つようになった。

### 同潤会西荻窪普通住宅
現在の善福寺2丁目にあたる現在さくら町会と呼ばれる地域に同潤会によって住宅が214戸たてられている。現在は当時の住宅は建て替えられ一部現存するだけとなっている。桜並木となっており、住宅地の中心に十字路が形成され、町内会館などがある。借地分譲で昭和7年に供給開始。住宅地の北側には知る区ロードのポケットパーク「はだしのオアシス」がある。

## 世帯数と人口
2025年（令和7年）3月1日現在（杉並区発表）の世帯数と人口は以下の通りである。
| 丁目         | 世帯数    | 人口     |
| ------------ | --------- | -------- |
| 善福寺一丁目 | 2,043世帯 | 4,078人  |
| 善福寺二丁目 | 1,899世帯 | 3,779人  |
| 善福寺三丁目 | 1,016世帯 | 2,126人  |
| 善福寺四丁目 | 1,029世帯 | 2,265人  |
| 計           | 5,987世帯 | 12,248人 |

### 人口の変遷
国勢調査による人口の推移。
| 年                 | 人口   |
| ------------------ | ------ |
| 1995年（平成7年）  | 11,727 |
| 2000年（平成12年） | 11,851 |
| 2005年（平成17年） | 11,729 |
| 2010年（平成22年） | 11,815 |
| 2015年（平成27年） | 12,005 |
| 2020年（令和2年）  | 12,331 |

### 世帯数の変遷
国勢調査による世帯数の推移。
| 年                 | 世帯数 |
| ------------------ | ------ |
| 1995年（平成7年）  | 4,940  |
| 2000年（平成12年） | 5,195  |
| 2005年（平成17年） | 5,221  |
| 2010年（平成22年） | 5,373  |
| 2015年（平成27年） | 5,432  |
| 2020年（令和2年）  | 5,906  |

## 学区
区立小・中学校に通う場合、学区は以下の通りとなる（2016年1月時点）。
| 丁目         | 番地             | 小学校                 | 中学校             |
| ------------ | ---------------- | ---------------------- | ------------------ |
| 善福寺一丁目 | 24～34番         | 杉並区立桃井第四小学校 | 杉並区立井草中学校 |
| 善福寺一丁目 | 22〜23番         | 杉並区立桃井第四小学校 | 杉並区立荻窪中学校 |
| 善福寺一丁目 | 1〜21番          | 杉並区立井荻小学校     | 杉並区立荻窪中学校 |
| 善福寺二丁目 | 1～5番           | 杉並区立井荻小学校     | 杉並区立荻窪中学校 |
| 善福寺二丁目 | 6～20番 22〜23番 | 杉並区立桃井第四小学校 | 杉並区立荻窪中学校 |
| 善福寺二丁目 | 21番 24〜39番    | 杉並区立桃井第四小学校 | 杉並区立井草中学校 |
| 善福寺三丁目 | 全域             | 杉並区立桃井第四小学校 | 杉並区立井草中学校 |
| 善福寺四丁目 | 全域             | 杉並区立桃井第四小学校 | 杉並区立井草中学校 |

## 交通

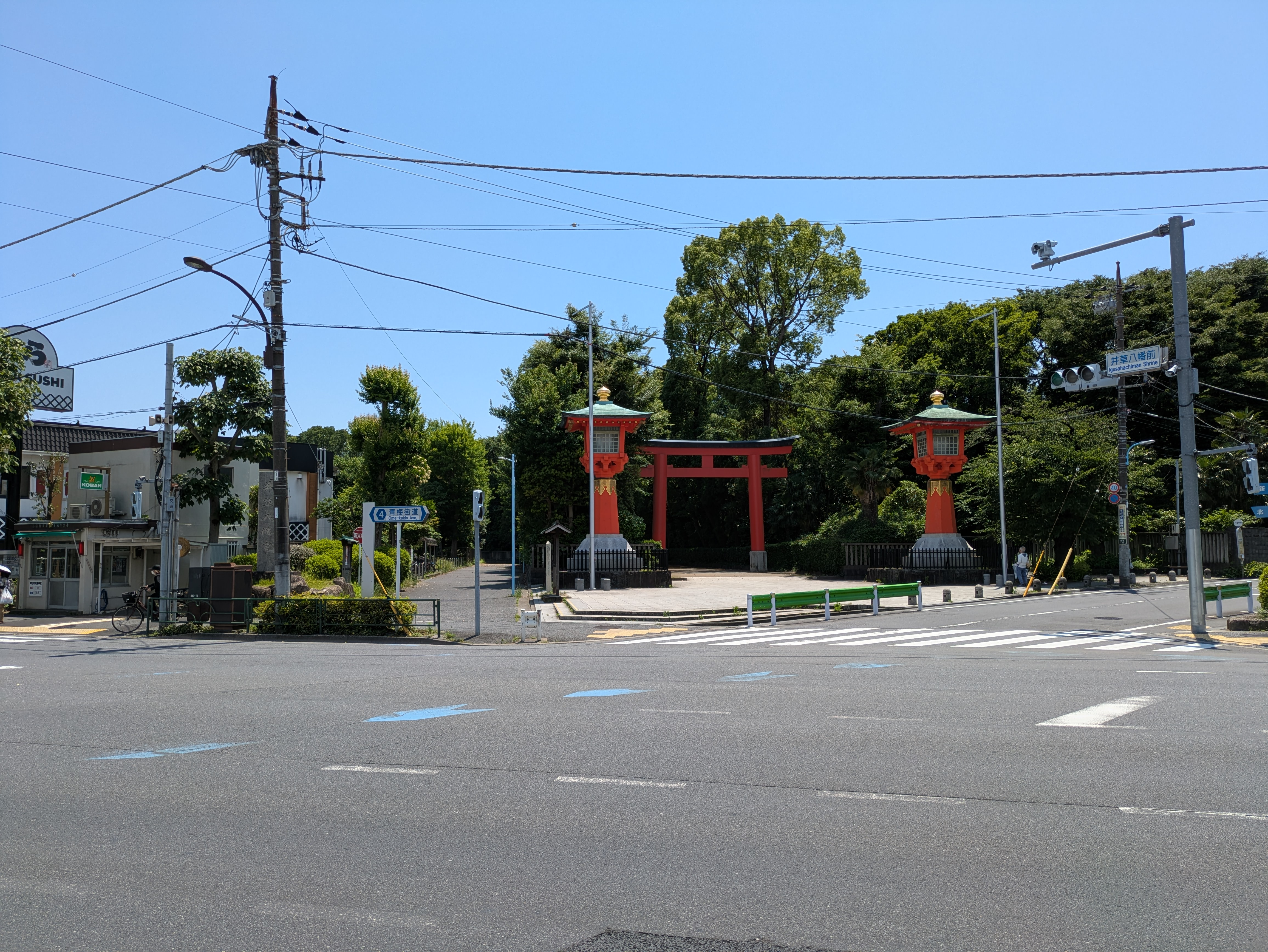
青梅街道 井草八幡前交差点

### 鉄道
| バス移動等で利用可能の駅 |
| --- |
| 西武新宿線 - 武蔵関駅(SS 14) - 上石神井駅(SS 13) 西武池袋線 - 大泉学園駅(SI 11) - 石神井公園駅(SI 10) JR中央線 JR中央・総武線各駅停車 東京メトロ丸ノ内線 - 荻窪駅(JC 09)(JB 04)(M 01) JR中央線 JR中央・総武線各駅停車 - 西荻窪駅(JC 10)(JB 03) JR中央線 JR中央・総武線各駅停車 京王井の頭線 - 吉祥寺駅(JC 11)(JB 02)(IN 17) |

街区を走るバス自体は荻窪駅・西荻窪駅発着の物が多いが、隣接する関町南の吉祥寺通りのバス停利用で、吉祥寺駅や武蔵境駅への移動も容易。また善福寺一丁目バス停から吉祥寺駅北口の商圏までは徒歩15分程度であり、徒歩・自転車での選択も可能である。

### バス
- 西武バス上石神井営業所が存在。
- 関東バス青梅街道営業所が存在。

### 道路
- 東京外環自動車道（建設中）
- 青梅街道

## 事業所
2021年（令和3年）現在の経済センサス調査による事業所数と従業員数は以下の通りである。
| 丁目         | 事業所数  | 従業員数 |
| ------------ | --------- | -------- |
| 善福寺一丁目 | 74事業所  | 806人    |
| 善福寺二丁目 | 52事業所  | 938人    |
| 善福寺三丁目 | 62事業所  | 307人    |
| 善福寺四丁目 | 39事業所  | 165人    |
| 計           | 227事業所 | 2,216人  |

### 事業者数の変遷
経済センサスによる事業所数の推移。
| 年                 | 事業者数 |
| ------------------ | -------- |
| 2016年（平成28年） | 192      |
| 2021年（令和3年）  | 227      |

### 従業員数の変遷
経済センサスによる従業員数の推移。
| 年                 | 従業員数 |
| ------------------ | -------- |
| 2016年（平成28年） | 1,914    |
| 2021年（令和3年）  | 2,216    |

## 施設
- 善福寺公園
- 井草八幡宮
- 東京女子大学善福寺キャンパス
- 杉並区立荻窪中学校
- 杉並区立井荻小学校
- 杉並区立桃井第四小学校

## その他

### 日本郵便
- 郵便番号 : 167-0041[3]（集配局 : 荻窪郵便局[15]）。